# Nana (film 2022)
Nana – indonezyjski dramat historyczny z 2022 roku w reżyserii Kamili Andini. Film jest adaptacją pierwszego rozdziału powieści Nazywam się Jais Darga autorstwa Ahdy Imran.
Film miał swoją światową premierę w konkursie głównym na 72. MFF w Berlinie, gdzie zdobył Srebrnego Niedźwiedzia za najlepszą rolę drugoplanową dla Laury Basuki.

## Fabuła
Film ukazuje trudności życia kobiet na indonezyjskiej prowincji od lat 40. po 60. XX w. Tytułowa Nana to wciąż młoda kobieta, która straciła najbliższych w wojennej pożodze. Nana po raz drugi wychodzi za mąż, ale jej bogaty małżonek okazuje się być patriarchalnie nastawionym do życia kobieciarzem. Wkrótce Nana zaprzyjaźni się z Ino, jedną z jego licznych kochanek.

## Obsada
- Happy Salma – Nana
- Laura Basuki – Ino
- Arswendy Bening Swara – pan Darga
- Ibnu Jamil – Raden Icang
- Rieke Diah Pitaloka – Ningsih
- Arawinda Kirana – Dais
- Chempa Puteri – młoda Dais

## Produkcja
Zdjęcia kręcono na terenie prowincji Jawa Zachodnia.